# あわじ (掃海艇)
あわじ（ローマ字：JDS Awaji, MSC-634、YAS-85）は、海上自衛隊の掃海艇。たかみ型掃海艇の5番艇。艇名は淡路島に由来する。旧海軍御蔵型海防艦「淡路」に次いで日本の艦艇としては2代目。

## 艦歴
「あわじ」は、第3次防衛力整備計画に基づく昭和44年度計画掃海艇334号艇として、日立造船神奈川工場で1970年4月20日に起工され、1970年12月11日に進水、1971年3月29日に就役し、第1掃海隊群第41掃海隊に編入され、呉に配備された。
1974年8月28日、第1掃海隊群隷下に新編された第45掃海隊に同日付で就役した「たかね」、「むづき」とともに編入。
1978年3月28日、第1掃海隊群隷下に新編された第48掃海隊に編入。
1983年1月27日、第48掃海隊が佐世保地方隊沖縄基地隊に編入。
1987年3月24日、特務船に種別変更され、船籍番号がYAS-85に変更。舞鶴地方隊隷下の舞鶴水中処分隊母艇となる。
1993年3月25日、除籍。